# ضبضبة
ضُبْضُبَة (الاسم العلمي: Heliosperma)، جنس نباتات عشبية معمرة مُزهرة من فصيلة القرنفلية. أغلب أنواعه تستوطن شبه جزيرة البلقان، ولكن H. alpestre يستوطن جبال الألب الشرقية، وH. pusillum يوجد من جبال كانتابريا
```
في شمال 
إسبانيا
 إلى 
الكاربات
.
[
2
]
```